# Bien
Der Bien ist der Superorganismus des Bienenvolkes, in dem Honigbienen in Gemeinschaft leben, also alle Tiere eines Bienenstockes. Diese Gemeinschaft hat Fähigkeiten entwickelt, die die einzelne Biene nicht beherrscht. Ein Beispiel: Obwohl sie als Insekten wechselwarme Tiere sind, können sie in der Gruppe die Temperatur dauerhaft, wie ein warmblütiges Tier, halten. Diese Gemeinschaft wird als Staat, Volk oder Familie bezeichnet und ist doch anders organisiert.
Im 20. Jahrhundert wurde für die entwickelten Gemeinschaften der Ameisen und Bienen die Bezeichnung als Superorganismus eingeführt. Die Bienengemeinschaft setzt sich aus einzelnen Organismen zusammen und stimmt deren Tätigkeiten – vergleichbar einem Organismus – über Signalstoffe ab. Einzelbienen und spezialisierte Gruppen sind nur im Ganzen überlebensfähig. 

## Entwicklung des Begriffs
„Bien“ als Begriff wurde früh von dem deutschen Imker und Naturforscher Johann Ludwig Christ (1739–1813) in seinem Werk Anweisung zur nützlichsten & angenehmsten Bienenzucht (1783) genutzt und auch später weiter verwendet.
Der Bienenhalter Johannes Mehring (1815–1878) verglich den Bien mit einem Wirbeltier. Als Beispiele: Die Bienenkönigin ist das weibliche und die Drohnen sind das männliche Geschlechtsorgan. Die Arbeitsbienen sind das Verdauungswerkzeug. Für ihn war das Ein-Wesen mehr als die Summe seiner Teile, es war ein geschlossenes System aus Bienen, Waben und Vorräten.
Der Imker Ferdinand Gerstung (1860–1925) entwickelte auf den Vorstellungen Mehrings aufbauend den Begriff vom „Organismus Bien“. Dieser besteht seiner Ansicht nach aus lauter Organen wie pflanzliche und tierische Organismen auch. Da die Organe des Biens nicht aus einem Ei stammen und nicht wie die anderer Organismen miteinander verwachsen sind, forderte er, die Definition des Organismusbegriffes zu erweitern. Gerstung war klar, dass der Begriff des Organismus nicht völlig auf den Bien passte, doch fand er keinen geeigneteren.